# Madeira
Madeira je portugalski otok sredi oceana, na poti proti Ameriki, ki je od Lizbone oddaljen tisoč kilometrov, in skupaj z manjšim otokom Porto Santo ter še nekaj drugimi nenaseljenimi otočki meri 741 km2. Z Madeire izhaja znano sladko vino madeira. Danes je glavni vir zaslužka na otoku turizem, saj je klima blaga. Madeira ima tudi bogat botanični vrt. Glavno mesto je Funchal, v katerem živi skoraj polovica, v njegovem širšem poselitvenem območju pa velika večina vsega prebivalstva Madeire.
Poleg Azorov predstavlja Madeira eno izmed dveh avtonomnih regij Portugalske (Glej poglavje Politika). 

## Zgodovina
Otok Madeira je bil znan še preden so ga odkrili Portugalci. Odkrili naj bi ga Feničani, čeprav ni dokazov za to trditev. Plinij starejši, omenja otoke blizu Otoka sreče (Kanarski otoki), opisal pa naj bi jih tudi Plutarh (Sertorius, 75 pr. n. št.), ki se je skliceval na pripoved vojaškega poveljnika Kvinta Sertorija.
Poznana je tudi romantična zgodba o dveh ljubimcih, Roberta Machima in Anne d'Arfet, ki sta leta 1346, v času vladavine kralja Edvarda III. bežala iz Anglije v Francijo. V silovitem neurju je njihova ladja treščila ob obalo otoka, ki bi bil lahko Madeira. Ta zgodba se je kasneje uporabila pri poimenovanju naselja Machico, po fantovem imenu.
Podobno kot za Azore velja, da je bilo otočje odkrito mnogo prej preden so ga naselili. Na zemljevidih so se otoki pojavili že leta 1339. V Libro del Conocimiento (1348-1349) je otoke neki španski menih imenoval z imeni Leiname, Diserta in Porto Santo.
Leta  1418, je ladja kapitanov Joao Gonçalves Zarco in Tristao Vaz Teixeira v službi princa Henrika pomorščaka, na begu pred nevihto našla zavetje v na otoku Porto Santo. Naslednje leto sta bila kapitana Zarco in Vaz Teixeira, s kapitanom Bartolomeom Perestrello poslana v to novo deželo da jo kolonizirata v imenu portugalske krone. Kasneje so novi naseljenci odkrili še največji otok Madeira.
Leta 1425 se je začela kolonizacija in naselitev otokov. Prvi prebivalci so se preživljali z ribolovom, v manjši meri tudi s kmetijstvom, ki pa so ga z leti intenzivirali. Postali so celo izvoznik pšenice na celinsko Portugalsko. 
Po 23. septembru 1433 se je ime Ilha da Madeira (v prevodu otok lesa) začelo pojavljati v prvih dokumentih in zemljevidih. Ime je otok dobil po tedaj obsežnih gozdovih avtohtonih dreves Laurisilva (ime za endemični subtropski lovorjev gozd - od leta 1999 na seznamu spomenikov svetovne dediščine).
Leta 1452 je začel na otoku obratovati prvi mlin za predelavo sladkorja, istočasno so zgradili prve kanale za namakanje (levade - port. levadas). Leta 1455 so iz Sicilije so pripeljali sladkorni trs in tehnologijo ter strokovnjake. V naslednjih desetletjih je Portugalska, po zaslugi Madeire, postala eden vodilnih evropskih dobaviteljev sladkorja. Leta 1478 je otok obiskal Krištof Kolumb kot sladkorni trgovec. Na otok so se naseljevali predvsem italijanski in flamski trgovci. Najpomembnejši predstavnik flamske skupnosti je postal Jeasnin Essmerandt. Leta 1514 je papež Leon X. imenoval Madeiro za samostojno škofijo. Leta 1515 se je prebivalstvo povečalo že na 19.000, od katerih je bilo 3000 sužnjev. V 16. stoletju je Madeira postala tudi izvoznica vina, trta je bila prinesena s Cipra, Krete in Sicilije. Po 17. stoletju, se je proizvodnja sladkorja preusmerila v Brazilijo, Sao Tome in Principe in drugam, na Madeiri pa je najbolj pomemben proizvod postalo vino.
Leta 1580 je prevzela oblast na Madeiri Španija in centralizirala upravljanje. Leta 1640 so se Portugalci uprli španskim doseljencem in vrnili Madeiro v Portugalske roke. Madeira je bila pomembna postaja na potovanju v Novi svet ali Zahodno Indijo in prostor za pretovarjanje sužnjev iz Afrike.
V času napoleonskih vojn so Madeiro med letoma 1801-1814 zasedli Angleži, da bi zaščitili otok pred Francozi. V tem času se je mnogo angleških družin preselilo na otok. Do leta 1852 sta se na otoku močno razširili trtna plesen in trna uš, tako, da je bila pridelava vina ogrožena.
Leta 1921 je bil po neuspelem državnem udaru na Madeiro izgnan avstrijski cesar Karel I. (ogrski kralj Karel IV.),  ki je naslednje leto tam tudi umrl. Po demokratični revoluciji na Portugalskem leta 1974, je dobila Madeira 1. julija 1976 avtonomijo.

## Politika
Od leta 1976 je Madeira avtonomna regija Portugalske (Região Autónoma da Madeira, ena od dveh - poleg Azorov) - z regionalno zakonodajno skupščino in izvršno oblastjo. 1. julija, ko je bila proglašena avtonomija, praznujejo dan Madeire.
Sedanji predsednik regionalne vlade Alberto Joao Jardim je na tem mestu že več kot 20 let.
Sedež avtonomne vlade je v Funchalu, ki je tudi regionalno glavno mesto.
Administrativno Madeira (s populacijo 251.060 prebivalcev v letu 2021) pokriva območje 801 km² in je razdeljena na enajst občin:)
| Občina          | Št. prebivalcev (2011) | površina  | Sedež občine    |
| Funchal         | 111.892                | 75,7 km²  | Funchal         |
| Santa Cruz      | 43.005                 | 68,0 km²  | Santa Cruz      |
| Câmara de Lobos | 35.666                 | 52,6 km²  | Câmara de Lobos |
| Machico         | 21.828                 | 67,6 km²  | Machico         |
| Ribeira Brava   | 13.375                 | 64,9 km²  | Ribeira Brava   |
| Calheta         | 11.521                 | 110,3 km² | Calheta         |
| Ponta do Sol    | 8862                   | 46,8 km²  | Ponta do Sol    |
| Santana         | 7719                   | 93,1 km²  | Santana         |
| São Vicente     | 5723                   | 80,8 km²  | São Vicente     |
| Porto Santo     | 5483                   | 42,4 km²  | Vila Baleira    |
| Porto Moniz     | 2711                   | 82,6 km²  | Porto Moniz     |

## Zemljepis
Madeira ima približno 25o.000 prebivalcev, polovica jih živi v glavnem mestu Funchal. Leži med 30 ° in 33 ° severne zemljepisne širine in je 978 km jugozahodno od Lizbone ter 500 km severno od Kanarskega otočja. Je del Makaronezije.
Otočje je vulkanskega izvora iz obdobja miocena (pred okoli 20 milijon leti) in leži na vroči točki afriške tektonske plošče. Madeira in Desertas sta najmlajša (izpred 4,6-0,7 milijonov let), Porto Santo in pa Selvagens sta starejša (do 14 milijonv let). Večji izbruhi so se končali pred okoli 3 milijoni let, samo preoblikovanje (klifi in planote) pa pred okoli 740.000 leti. V zadnjih 6000 letih ti bazaltni otoki ne poznajo vulkanskih aktivnosti. Na Madeiri dosegajo klifi izjemne višine. Najvišji je Cabo Girão in sega 580 m v višino.
Otočje je sestavljeno iz:
- Madeira (740,7 km²); sem sodijo še Ilhéu de Agostinho, Ilhéu de São Lourenço, Ilhéu Krt (severozahodno);
- Porto Santo (42,5 km²); k njemu sodijo Ilhéu de Baixo ou da Cal, Ilhéu de Ferro, Ilhéu das Cenouras, Ilhéu de Fora, Ilhéu de Cima;
- Desertas (14,2 km²), vključno s tremi nenaseljenih otoki: Deserta Grande Island, otok Bugio in Ilhéu de Chão;
- Divji otoki (3,6 km²), vključno s tremi glavnimi otoki in 16 nenaseljenimi otočki v dveh skupinah: v SZ skupini (Selvagem Grande Island, Ilhéu de Palheiro da Terra, Ilhéu de Palheiro do Mar) in JV skupini (Selvagem Pequena Island, Ilhéu grande, Ilhéu Sul, Ilhéu Pequeno, Ilhéu Fora, Ilhéu Alto, Ilhéu Comprido, Ilhéu Redondo, Ilhéu Norte).

Naseljena sta samo otoka Madeira in Porto Santo medtem, ko so ostali nenaseljeni, večja dva sta tudi naravna rezervata.
Glavno mesto je Funchal, druga pomembna mesta pa so: Ribeira Brava, Machica, Camara de Lobos, Santa Cruz, Caniço, Ponta do Sol in Calheta ter Porto Santo.
Madeira je največji otok v skupini, z dolžino 57 km in širino 22 km. Otok je podolgovat v smeri vzhod-zahod. Najvišja točka na otoku je Pico Ruivo višine 1862 metrov.

### Klima
Madeira ima sredozemsko podnebje (Köppnova podnebna klasifikacija: Csa / CSB). Glede na izpostavljenost soncu, vlažnosti in povprečne letne temperature obstajajo jasne razlike med severnim in južnim delom regije. Otoki so pod močnim vplivom Zalivskega in Kanarskega toka.
Zaradi svojega položaja in različnih vetrov je na otokih različna mikroklima, ki v kombinaciji z eksotično vegetacijo tvori za turiste zanimivo točko. Na otoku ni velikih temperaturnih razlik, povprečna temperatura je med 16° in 22 °C. Klima je vlažna, oblaki in megla pa velikokrat prekrivajo notranjost otoka. Temperatura morja je med 17° in 22 °C.

### Levade
Otok Madeira je precej namočen na severozahodu in suh na jugovzhodu. V 16. stoletju so zato Portugalci začeli graditi umetne kanale levadas ali akvadukte za prenos vode na kmetijska območja na jugu otoka. Zadnje so bile zgrajene leta 1940. Madeira je zelo gorata, zato je bila gradnja teh kanalov težka. Večinoma so jih gradili kaznjenci ali mavrski sužnji. Veliko jih je skopanih tudi skozi gore. V ta namen je bilo zvrtanih 40 km predorov, od katerih so nekateri še vedno dostopni.
Danes levade ne le oskrbujejo z vodo južne dele otoka, ampak zagotavljajo tudi vodo hidroelektrarnam. Obstaja okoli 2170 km levad. Za potrebe vzdrževanje je bilo ob njih zgrajena izjemna mreža sprehajalnih poti. Nekatere od teh so danes namenjene sproščujočim sprehodom skozi prelepo pokrajino, druge pa so le ozke in nevarne police.

## Biotska raznovrstnost
Za to regijo je značilna velika rastlinska raznolikost, ki je povezana s Sredozemljem, Afriko in Ameriko. 
Madeira ima številne endemične živalske vrste - večinoma nevretenčarje, med njimi je najzanimivejši metulj Pieris brassicae wollastoni. Med vretenčarji so avtohtoni kuščarji in nekatere ptice (npr. Madeirski dolgoprsti golob). Na otoku Desertas živi največji evropski pajek. Na otokih živi več kot 250 vrst kopenskih mehkužcev (polžev), nekateri z zelo nenavadno obliko lupine in barv in so večinoma endemični in ogroženi. Madeira ima tri endemične vrste ptic: viharnik Pterodroma madeira, goloba Trocaz Pigeon in Columba trocaz in kraljiček Regulus madeirensis, medtem ko je Madeirski ščinkavec (Fringilla coelebs maderensis) endemična podvrsta. Prav tako so otoki pomembni za vzrejo morskih ptic, predvsem Madeirskega viharnika (Oceanodroma castro), severnoatlantskega viharnika (Puffinus baroli) in Rumenokljunega viharnika (Calonectris diomedea).
Pred prihodom prvotnih prebivalcev je bil cel otok pokrit z gozdom (Laurisilva). Danes obstaja le majhen del gozda na jugu otoka, medtem ko je večji del na severu. Gozd je izginil z namernim požigom. S tem so si ustvarili prostor za kmetijstvo.
Ime otoka Madeira v portugalščini pomeni les. To ime so mu dali prav zaradi gozdov, ki prevladujejo na otoku. Laurisilva je pragozd endemičnih vrst dreves zimzelene lovorove družine (lauraceas madeirense), ki lahko zraste tudi do 40 metrov visoko. Leta 1999 je UNESCO dal pragozd na Madeiri na seznam svetovne dediščine.
Kritično ogrožen je azorski jasmin Jasminum azoricum in je ena od vrst rastlin, ki je endemična na Madeiri.

## Gospodarstvo
Ustanovitev Svobodne gospodarske cone je pripomogla k ugodnejšim pogojem infrastrukturi, trgovini in osnovnim storitvam za mala in srednje velika industrijska podjetja. Prosta cona Madeira, imenovana tudi Madeira International Business Centre, je davčno privilegiran gospodarski prostor, ki zagotavlja spodbude za podjetja s finančnimi in davčnimi ugodnostmi prek cele vrste dejavnosti, ki se izvajajo v industrijski prosti coni, Off-Shore Financial Centre, Mednarodna organizacija za ladijski register (International Shipping Register organisation) in Mednarodni servisni center.
Storitveni sektor prispeva največ k oblikovanju regionalne bruto dodane vrednosti v primerjavi s kmetijskim sektorjem, katerega delež se stalno zmanjšuje.
V zadnjih nekaj letih je regionalno gospodarstvo uspelo odpreti in vzpostaviti boljšo notranjo in zunanjo konkurenčnost, tako da so njena podjetja postala konkurenčna na tudi mednarodni ravni. Največ je dejavnosti v sektorju hrane, pijače (predvsem vino Madeira) in gradbeništvo.

### Kmetijstvo
Kmetijstvo je zgodovinsko zelo pomembno za Madeiro. Zaradi vulkanskih tal je zemlja plodna, vendar so problem gorata področja, ki onemogočajo pristop mehanizaciji. Kmetijski prostor imajo organiziran terasasto, v več nivojih. V nižinah, v neposredni bližin morja gojijo majhne in sladke banane, mango, sladkorni trs, vinsko trto in drugo zelenjavo in sadje. Višje gojijo krompir, fižol, pšenico, koruzo ter tipično mediteransko sadje.
Ribiči najpogosteje lovijo tune in mečarice.

#### Vino Madeira
Madeira je alkoholizirano vino, proizvedeno na otokih Madeire; vrste so lahko sladke ali suhe. Ima zgodovino, ki sega v dobo, ko je bilo Madeira pristanišče za ladje, ki so potovale v Novi svet in Vzhodno Indijo. Da bi preprečili da bi se vino pokvarilo, so mu dodali grozdno žganje. Vinarji na Madeiri so pri tem odkrili, da se je okus vina ob povratku iz dolgih potovanj preoblikoval zaradi izpostavljenosti vročini in gibanju. To odkritje so uporabili pri nadaljnji proizvodnji. Danes je Madeira znana po edinstvenem procesu proizvodnje vina, ki vključuje segrevanje in namerno izpostavljanje vina oksidaciji. Vino Madeira je zaščitena blagovna znamka, EU mu je podelila zaščiteno označbo porekla (Protected Designation of Origin - PDO).

### Turizem
Turizem je zelo pomembna gospodarska panoga na otoku, ki predstavlja 20 % celotnega BDP-ja in celotno leto ohranja aktiven gospodarski in prometni sektor ter druge dejavnosti. Je tudi pomemben trg za domače proizvode. Na otoku Porto Santo, ki ima 9 km plaže in ugodno klimo, je turizem edina dejavnost. Zadnja leta se je povečala zmogljivost hotelskih namestitev. Veliko truda je bilo vloženega tudi v varstvo okolja, ki je glavni razlog prihoda turistov na Madeiro.
Za gospodarstvo je turizem zelo pomemben, zato se na Madeiri veliko dogaja, med drugim karneval in festival cvetja.

## Promet
Otoki imajo dve letališči, novejše Funchal na otoku Madeira in drugo na otoku Porto Santo, ki je bilo sploh prvo. Na otoke se leti iz Lizbone in Porta, obstajajo tudi direktni leti iz drugih večjih evropskih mest in drugih držav, kot so Brazilija, Venezuela in Južna Afrika.
Prevoz med dvema glavnima otokoma se izvaja z letalom ali trajekti. Obisk notranjosti otokov je zdaj enostaven zahvaljujoč izgradnji novih cest in predorov (Rápidas). Glavne ceste so bile zgrajene v času gospodarskega razcveta Portugalske in pripeljejo do vseh zanimivih točk na otokih. Stare, zelo vijugave in strme gorske ceste pa so še vedno odličen način za ogled otoka. Funchal ima obsežen sistem javnega prevoza.